# Maurizio Malvestiti

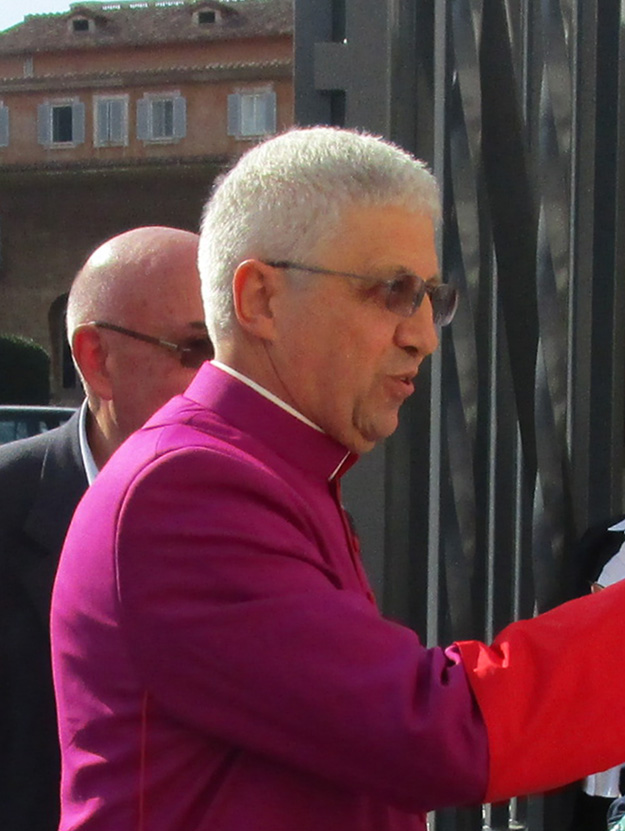
Bischof Maurizio Malvestiti (2014)

Bischofswappen

Maurizio Malvestiti (* 25. August 1953 in Marne) ist ein italienischer Geistlicher und römisch-katholischer Bischof von Lodi.

## Leben
Maurizio Malvestiti studierte Philosophie und Theologie am Bischöflichen Seminar von Bergamo, das der Theologischen Fakultät von Norditalien angeschlossen ist und empfing am 11. Juni 1977 die Priesterweihe für das Bistum Bergamo. Er war Pfarrvikar in Pedrengo. Von 1978 bis 1994 war er Erzieher, Lehrer und Vizerektor an der Medie del Seminario Vescovile di Bergamo.
Von 1994 bis 2009 war er Amtsträger in der Kongregation für die Orientalischen Kirchen. Papst Benedikt XVI. ernannte ihn am 19. Juni 2009 zum Untersekretär der Kongregation für die orientalischen Kirchen. Er war Leiter der Abteilung für Studien und Ausbildung sowie Mitglied der bilateralen Kommissionen zwischen dem Heiligen Stuhl und den Staaten Israel und Palästina. Zudem war er Dozent am Päpstlichen Orientalischen Institut und Rektor der Kirche San Biagio della Pagnotta in Rom. Im Jahr 1996 wurde er zum Kaplan Seiner Heiligkeit und 2006 zum Päpstlichen Ehrenprälaten ernannt.
Am 26. August 2014 ernannte ihn Papst Franziskus zum Bischof von Lodi. Der Kardinalpräfekt der Kongregation für die orientalischen Kirchen, Leonardo Sandri, spendete ihm am 11. Oktober desselben Jahres im Petersdom in Rom die Bischofsweihe; Mitkonsekratoren waren der Bischof von Bergamo, Francesco Beschi, und sein Vorgänger Giuseppe Merisi. Die Amtseinführung im Bistum Lodi folgte am 26. Oktober 2014. Derzeit ist er auch zuständig für Ökumene und Dialog in der Bischofskonferenz der Lombardei (CEL) und Mitglied der gleichen Kommission in der italienischen Bischofskonferenz (CEI).
Maurizio Malvestiti ist Großoffizier des Ritterordens vom Heiligen Grab zu Jerusalem. 2018 wurde er von Edwin Frederick Kardinal O’Brien, dem Kardinal–Großmeister des Päpstlichen Ordens, als Nachfolger von Oscar Cantoni zum Großprior der italienischen Statthalterei Settentrionale des Ritterordens vom Heiligen Grab zu Jerusalem sowie zum Statthalter ad interim (2018–2020) berufen.